# Консейсан (Орике)
Консейсан (порт.  Conceição) — фрегезия (район) в муниципалитете Орике округа Бежа в Португалии. Территория – 32,05 км². Население – 141 жителей. Плотность населения – 4,4 чел/км².